# Francisco Garro
Francisco Garro (Alfaro, Espanha ca. 1556 — Lisboa, Portugal, antes de 27 de Março de 1623) foi um importante compositor do Renascimento.

## Vida
Francisco Garro (n. Alfaro, Espanha ca. 1556- m. Lisboa antes de 27 de Março de 1623). Foi um importante compositor do Renascimento. Deteve vários cargos em Espanha, nomeadamente, em Logroño, Valladolid (Março de 1580), Siguenza (Outubro de 1580). Passou a trabalhar em Portugal como Mestre da Capela Real, do rei Filipe II de Espanha (Filipe I, de Portugal), a partir de 27 de Setembro de 1592, cargo que ocupou até à sua morte, substituindo, no cargo, António Carreira, o Velho (n. ca. 1520 e 1530- m. entre 1587 e 1594). Duas publicações contêm as composições musicais de Francisco Garro, e surgiram em 1609, ambas dedicadas ao rei Filipe III de Espanha, uma delas com obras policorais.

## Composições
As suas composições dividem-se entre a obra que chegou aos nossos dias, e a obra perdida. As composições que chegaram até nós estão em três fontes: A British Library, em Londres, A Biblioteca Geral da Universidade de Coimbra, e o Arquivo da Universidade do Minho, em Braga. A obra perdida, no Terremoto de 1755, é citada no Index da Biblioteca Musical de D. João IV.

### Obra Conhecida
- Missae quatuor, defunctorum lectiones: Missa ‘Cantate Domino’, 8vv, bc; Missa ‘Domine in virtute tua’, 12vv, bc; Missa ‘Fili quid fecisti nobis sic’, 8vv, bc; Missa pro defunctis, 8vv; Alleluia, ego vos elegi/Assumpta est Maria, 8vv; Alleluia, tanto tempore, 8vv; Alleluia, vidimus stellam, 8vv, Parcemihi, 8vv; Spiritus meus, 8vv: (Lisboa, 1609), inc.[4]

- Opera aliquot: Missa ‘Saeculorum’ primi toni, 5vv; Missa ‘O quam pulchra es’, 4vv; Missa ‘Tu es qui venturus es’, 4vv; Missa Maria Magdalena, 6vv; Asperges me, 5vv; In principio erat verbum, 5vv; Parce mihi, Domine, 5vv; O magnum mysterium, 6vv; Vidi aquam, 6vv: (Lisboa, 1609) [cópia da colecção privada de Ivo Cruz, Lisboa, agora na Biblioteca Nacional].

### Obra Perdida
- Beatus vir, 8vv; Dixit Dominus, 8vv; Laudate Dominum omnes gentes, 8vv; responsórios de Natal e Vilancicos da Epifania: Alma dormida despierta, 3vv/6vv; Aqui para entre los dos, 4vv/6vv; Ayudad a cantar, 4vv/8vv; Despertad señores, 3vv/6vv; Entre las doce y la una, 4vv/6vv; Este manjar me sustente, 3vv/5vv; Haganse alegrias, 1v/8vv; Llegad conmigo, 1v/5vv; No quiero no, sino pan del Cielo, 3vv/5vv; Vente conmigo Miguel, 3vv/5vv.

## Edições Modernas (Partituras)
- Latino, Adriana (ed.), Francisco Garro: Livro de Antífonas, Missas e Motetes, Portugaliae Musica, volume L I, Lisboa, Fundação Calouste Gulbenkian, 1998.